# Katalin Benkő
Katalin Benkő (Budapest, 12 de mayo de 1941-Budapest, 16 de marzo de 2023) fue una deportista húngara que compitió en piragüismo en la modalidad de aguas tranquilas. Ganó una medalla de bronce en el Campeonato Mundial de Piragüismo de 1966, en la prueba de K2 500 m.

## Palmarés internacional
| Campeonato Mundial | Campeonato Mundial    | Campeonato Mundial | Campeonato Mundial |
| Año                | Lugar                 | Medalla            | Competición        |
| ------------------ | --------------------- | ------------------ | ------------------ |
| 1966               | Berlín Oriental (RDA) | Medalla de bronce  | K2 500 m           |